# Correspondances (album)
Albums de François Raulin et Stéphan Oliva
Echoes of Spring
(2006)
Correspondances est un album de jazz des pianistes français François Raulin et Stéphan Oliva, publié en 2016 chez Abalone Productions.

## À propos
François Raulin et Stéphan Oliva, qui se sont rencontrés par l'intermédiaire du contrebassiste Bruno Chevillon, jouent ensemble depuis une vingtaine d'années quand sort l'album, et ils ont travaillé autour de la musique de Lennie Tristano ou de piano stride. Pour autant, les deux musiciens n'avaient pas joué en duo pendant plus de huit ans.
Dans cet album, ils écrivent des lettres à des figures qu'ils aiment et admirent : des compositeurs classiques comme György Ligeti, Henri Dutilleux ou Igor Stravinsky, des musiciens de jazz comme Martial Solal (ils jouent trois des quatre morceaux de l'album Sans tambour ni trompette), Duke Ellington, Paul Bley ou Jimmy Giuffre. Même si ce n'est pas précisé sur la pochette, la Lettre à Emma Bovary, morceau composé par Raulin, associe Anish Kapoor au personnage de Flaubert. Pour Raulin et Oliva, il ne s'agit pas pour autant d'imiter le style de ces musiciens, mais de « s'emparer de [ces] sujets assez librement, d'inventer des réponses, des éclairages, des contrechamps aux œuvres et aux personnalités à qui [sont adressées] ces correspondances. L’hommage vient avec cette idée de remise en jeu ».
Le répertoire a été travaillé en 2014, lors d'une résidence de création de quelques jours à Grenoble sur la scène de la MC2.
Le jeu des deux musiciens est différent mais complémentaire, ils jouent sur les textures orchestrales, par exemple en doublant les notes, ou allant vers le minimalisme :

« C'est une des bases de notre travail : comment choisir les tessitures, les timbres, les couleurs, les rythmes, les nuances pour que la musique que nous imaginons sonne et garde sa liberté malgré l’épaisseur sonore de ces deux instruments/orchestres. On élague, on garde le plus simple, on jette parfois ce qui nous a demandé des dizaines d’heures d'écriture ou de travail technique… Pour l'ingénieur du son […] ce n’est pas facile non plus. Comment  […] éviter des effets de redondances avec deux instruments à très large spectre comme le piano ? »

— François Raulin, octobre 2016.

## Réception critique
L'album est salué par la critique (L'Humanité), il est « choc » de Jazzman et figure parmi « 10 albums de jazz français à écouter au plus vite » pour Les Inrockuptibles.
Sophie Chambon (Dernières Nouvelles du Jazz) écrit : « voilà une trame d'échanges sublimée en un récit, un récital efficace, d’une vraie délicatesse, d'une complicité exigeante dont chaque nouvel échange complète le tableau de leurs variations en série ». Pour Franpi Barriaux (Citizen Jazz), « Correspondances est un échange complice entre deux pianistes qui partagent depuis si longtemps leurs univers respectifs qu'il en est résulté un espace commun. Raulin et Oliva s’y livrent sans retenue. Les pianistes sont à nu ». Pour Louis-Julien Nicolaou (Les Inrocks), « François Raulin et Stéphan Oliva avancent de concert, comme par impulsion télépathique, aussi bien dans les plages lentes et les espaces ouverts que dans les ascensions les plus abruptes. […] Leur conversation, raffinée et cultivée, se révèle des plus passionnantes ».

## Pistes
| No  | Titre                                                                     | Musique                                             | Durée |
| --- | ------------------------------------------------------------------------- | --------------------------------------------------- | ----- |
| 1.  | Cher Martial (Accalmie - Unisson - Séquence Tenante)                      | Martial Solal, arr. par François Raulin             | 12:50 |
| 2.  | Lettre à Emma Bovary                                                      | François Raulin                                     | 3:58  |
| 3.  | Télégrammes (Ligeti Poursuite/Morpion)                                    | François Raulin, arr. par Stéphan Oliva/Paul Motian | 4:09  |
| 4.  | À Randy Weston                                                            | François Raulin                                     | 5:03  |
| 5.  | Hermeto En-Tête                                                           | François Raulin                                     | 2:03  |
| 6.  | Lettre à Jean-Jacques Avenel                                              | François Raulin                                     | 5:21  |
| 7.  | Tango Indigo (de Stravinsky à Ellington)                                  | Stéphan Oliva                                       | 4:36  |
| 8.  | Conversation sur Dutilleux                                                | Henri Dutilleux, François Raulin                    | 4:57  |
| 9.  | Sometimes I Feel Like a Motherless Child (de Linda Sharrock à Jeanne Lee) | traditionnel/Stéphan Oliva                          | 4:42  |
| 10. | Nancarrow Furioso (à Conlon Nancarrow)                                    | François Raulin                                     | 4:00  |
| 11. | Jimmy (à Paul Bley)                                                       | Stéphan Oliva                                       | 2:17  |
| 12. | In a Mist (Post Scriptum Bix)                                             | Bix Beiderbecke, arr. François Raulin               | 4:07  |

## Musiciens
- Stéphan Oliva : piano, canal de gauche
- François Raulin : piano, canal de droite[9]